# Archara
Archara (russisch Архара) ist eine Siedlung städtischen Typs in der Oblast Amur (Russland) mit 7813 Einwohnern (Stand 1. Oktober 2021).

## Geographie
Die Siedlung liegt im äußersten Osten der Seja-Bureja-Ebene, am Fuße der Ausläufer des Kleinen Hinggan-Gebirges im Fernen Osten Russlands, etwa 210 Kilometer (Luftlinie) südöstlich der Oblasthauptstadt Blagoweschtschensk. Unweit östlich des Ortes fließt der gleichnamige Amur-Nebenfluss Archara.
Archara ist Verwaltungszentrum des gleichnamigen Rajons Archara.

## Geschichte

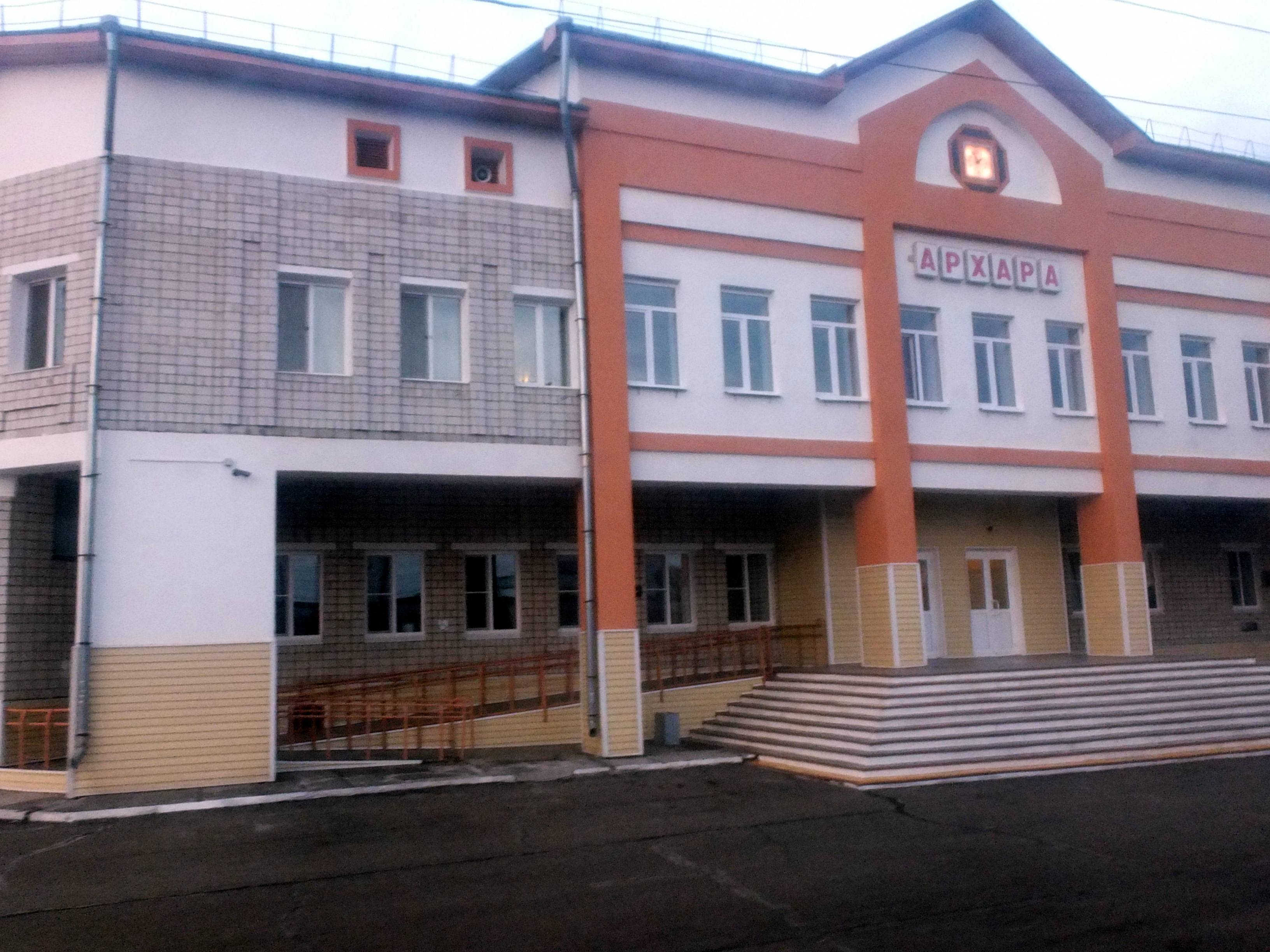
Bahnhof Archara

Der Ort entstand  im Zusammenhang mit dem Bau der Amureisenbahn von Kuenga unweit Sretensk in Transbaikalien nach Chabarowsk, als hier 1911 eine nach dem nahen Fluss benannte Station mit zugehöriger Siedlung errichtet wurde.
1950 wurde der Status einer Siedlung städtischen Typs verliehen.

## Einwohnerentwicklung
| Jahr | Einwohner |
| ---- | --------- |
| 1939 | 5.873     |
| 1959 | 8.738     |
| 1970 | 9.627     |
| 1979 | 10.850    |
| 1989 | 13.192    |
| 2002 | 10.847    |
| 2010 | 9.585     |
| 2021 | 7.813     |

Anmerkung: Volkszählungsdaten

## Wirtschaft und Infrastruktur
Der Bahnhof Archara der Transsibirischen Eisenbahn (Streckenkilometer 8080 ab Moskau) ist seit 1959 Grenzstation zwischen den regionalen Bahnverwaltungen Transbaikal-Eisenbahn und Fernost-Eisenbahn – die Station selbst gehört zu letzterer. Neben den in diesem Zusammenhang entstandenen Betrieben des Eisenbahnverkehrs (Lokomotivdepot) gibt es in Archara Betriebe der Lebensmittelindustrie, die Erzeugnisses des umgebenden Landwirtschaftsgebietes verarbeiten.
Die neu trassierte Fernstraße M58 „Amur“, Teil der transsibirischen Straßenverbindung, verläuft einige Kilometer nordöstlich des Ortes.